# Marin Stray Gautadottir
Marin Stray Gautadottir (* 25. Mai 2003) ist eine norwegische Leichtathletin, die im Sprint und im Hürdenlauf an den Start geht und sich auf die 400-Meter-Distanz spezialisiert hat.

## Sportliche Laufbahn
Erste Erfahrungen bei internationalen Meisterschaften sammelte Marin Stray Gautadottir im Jahr 2021, als sie bei den U20-Europameisterschaften in Tallinn mit 60,29 s im Halbfinale im 400-Meter-Hürdenlauf ausschied. Im Jahr darauf schied sie auch bei den U20-Weltmeisterschaften in Cali mit 59,62 s im Semifinale aus und 2023 kam sie bei den U23-Europameisterschaften in Espoo mit 58,98 s nicht über den Vorlauf hinaus. Zudem belegte sie mit der norwegischen 4-mal-400-Meter-Staffel in 3:31,51 min den fünften Platz.
2022 wurde Gautadottri norwegische Meisterin in der Sprintstaffel (1000 Meter).

## Persönliche Bestleistungen
- 400 Meter: 55,22 s, 27. Juni 2021 in Lillehammer
- 400 m Hürden: 58,98 s, 14. Juli 2023 in Espoo